# Снегурочка (Бурмейстер)
«Снегурочка» — балет на музыку П. И. Чайковского, поставленный В. П. Бурмейстером. В основу либретто балета, автором которого также стал Бурмейстер, легла одноимённая пьеса А. Н. Островского.

## История
Советский балетмейстер Владимир Бурмейстер в период своей работы в 1960 году над постановкой «Лебединого озера» в Парижской опере получил предложение от лондонской труппы Festival Ballet поставить собственный балет на музыку Чайковского. Изначально Бурмейстер планировал использовать партитуру балета «Весенняя сказка», созданного по музыкальным материалам Чайковского композитором Б. Асафьевым и поставленного в 1947 году в Ленинграде Ф. Лопуховым. Однако в итоге Бурмейстер совместно с Л. Фейгиным создал новую музыкальную партитуру. В неё были включены следующие сочинения Чайковского: 1. Первая симфония «Зимние грёзы» (1 и 2 части); 2. «Юмореска»; 3. «Мужик на гармошке играет» (пьеса из «Детского альбома»); 4. «В деревне» (пьеса для фортепиано); 5. «Марш царя Берендея» из музыки к весенней сказке А. Н. Островского «Снегурочка»; 6. «Барочный танец»; 7. «Сельский отзвук» (перепляс); 8. «Колыбельная» (фортепианная пьеса); 9. Серенада для струнного оркестра до мажор. Финал на русскую тему; 10. Большая соната для фортепиано соль мажор (2-я часть); 11. «Пляска скоморохов» из музыки к весенней сказке А. Н. Островского «Снегурочка»; 12. «Трепак»; 13. Элегия. Сюита № 3 для симфонического оркестра (1-я часть).
Работа над постановкой «Снегурочки» началась 20 апреля 1961 года после приезда Бурмейстера в Лондон и велась на протяжении трёх месяцев. Премьера балета в Лондоне состоялась 17 июля 1961 года в исполнении труппы Festival Ballet. Спектакль получил восторженные отклики британских изданий. Так, Daily Telegraph в номере, датированном 18 июля 1961 года, писала: «„Снегурочка“ чарующа. <…> Это русский балет, имеющий ту отличительную особенность, что заключает в себе попытку породнить советские идеи хореографии с английским искусством и достичь их удачного единства». Высокая оценка постановке была дана и Financial Times: «„Снегурочка“ — успешное и красивое произведение. Музыка восхитительна: свежая, великолепно оркестрованная, удачно использующая множество народных мелодий. Снежинки очень хороши и блестяще продемонстрировали искусство классической хореографии, преподанное большим мастером танца. <...> Деревенские танцы весьма удались, колоритны, темпераменты, захватывающи и веселы, но одновременно и сдержанны».
В Москве балет впервые поставлен 6 ноября 1963 года в Театре имени Станиславского и Немировича-Данченко (дирижёр В. А. Эдельман). Декорации были созданы Б. И. Волковым, костюмы — Ю. М. Стройковой. Образы героев балета воплотили В. В. Данилович (Снегурочка), Н. Ф. Иващенко (Лель), К. С. Бителев (Дед Мороз), Э. Е. Власова (Купава), Э. Г. Перкун (Мизгирь), А. А. Клейн (царь Берендей). В 1965 году балет поставлен в Куйбышеве Н. В. Даниловой.
В 2001 году «Снегурочка» представлена Д. Брянцевым в новой редакции в Театре имени К. С. Станиславского и В. И. Немировича-Данченко. За сценографию и костюмы отвечал В. Арефьев.